# Mudaison
Mudaison är en kommun i departementet Hérault i regionen Occitanien i södra Frankrike. Kommunen ligger i kantonen Mauguio som tillhör arrondissementet Montpellier. År 2022 hade Mudaison 2 954 invånare.

## Befolkningsutveckling
Antalet invånare i kommunen Mudaison
Referens:INSEE